# Dorysthetus solimoensis
Dorysthetus solimoensis är en skalbaggsart som beskrevs av Ohaus 1926. Dorysthetus solimoensis ingår i släktet Dorysthetus och familjen Rutelidae. Inga underarter finns listade i Catalogue of Life.